# 9447 Julesbordet
9447 Julesbordet (1997 JJ18) là một tiểu hành tinh vành đai chính được phát hiện ngày 3 tháng 5 năm 1997 bởi E. W. Elst ở Đài thiên văn Nam Âu.